# Parosteodes grisea
Parosteodes grisea är en fjärilsart som beskrevs av Holloway 1979. Parosteodes grisea ingår i släktet Parosteodes och familjen mätare. Inga underarter finns listade i Catalogue of Life.